# (4348) Полидамант
(4348) Полидамант (лат. Poulydamas, др.-греч. Πολυδάμας) — троянский астероид Юпитера, двигающийся в точке Лагранжа L5, в 60° позади планеты. Астероид был открыт 11 сентября 1988 года американским астрономом Кэролин Шумейкер в Паломарской обсерватории и назван в честь Полидаманта, одного из персонажей древнегреческой мифологии.

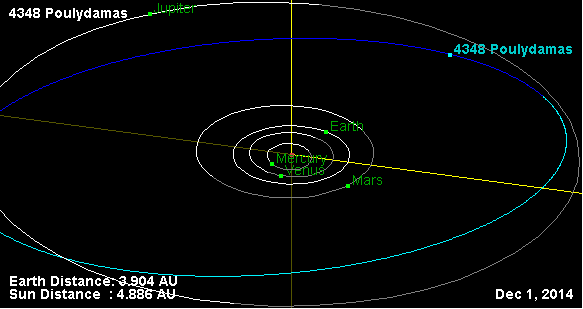
Орбита астероида Полидамант и его положение в Солнечной системе

Фотометрические наблюдения, проведённые в 1990 году, позволили получить кривые блеска этого тела, из которых следовало, что период вращения астероида вокруг своей оси равняется 9,908 ± 0,018 часам, с изменением блеска по мере вращения 0,21 ± 0,01 m.